# Aiwa
‌
Pour les articles homonymes, voir AÏWA.

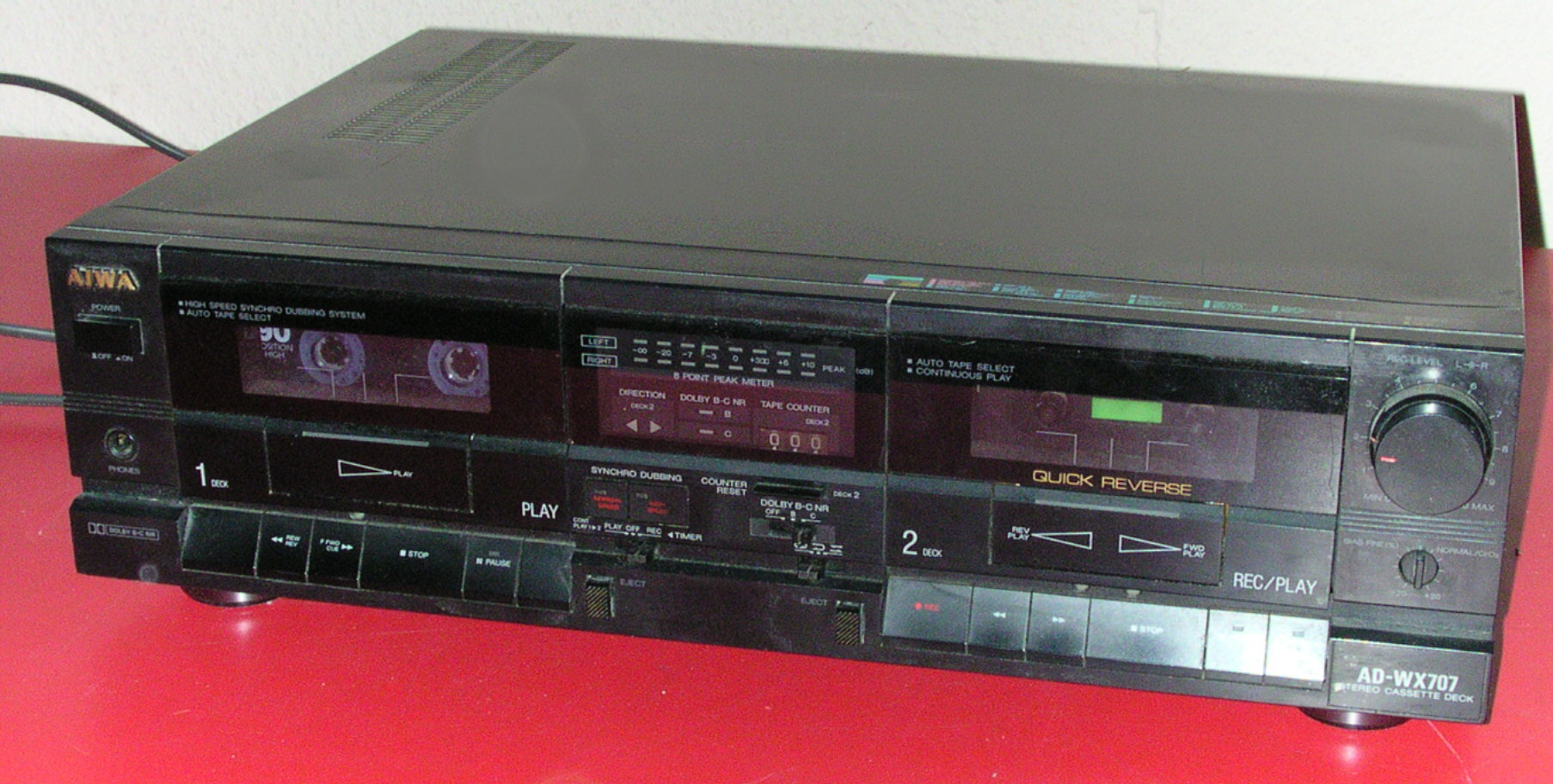
Une platine cassette de la marque

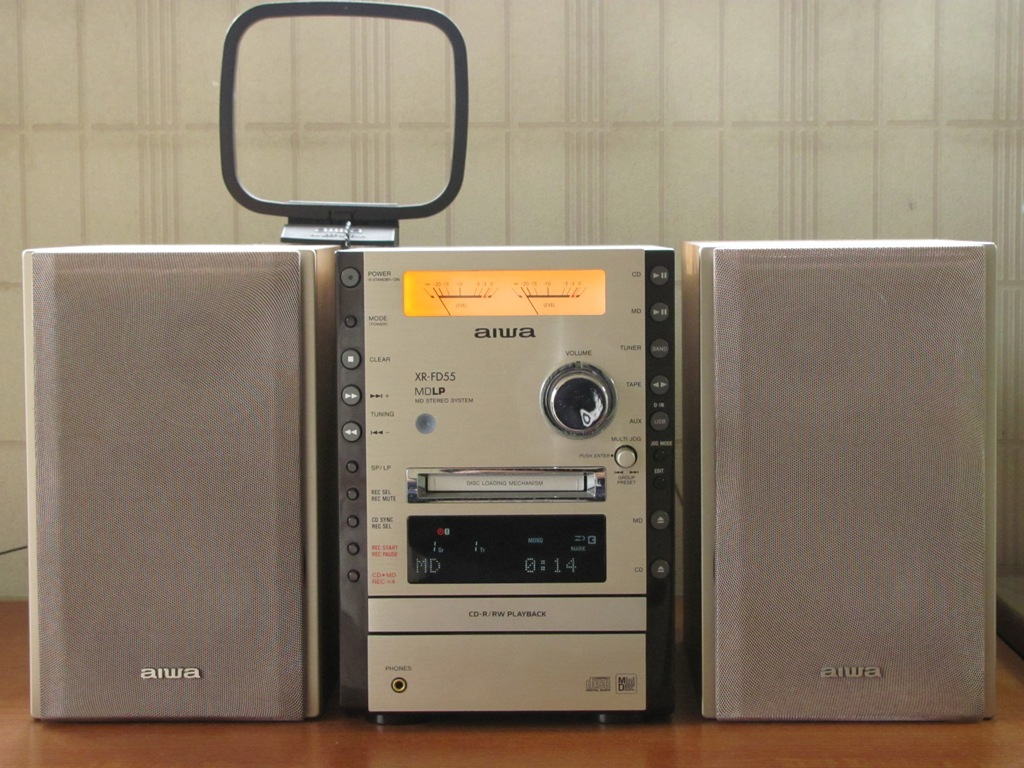
Une chaîne HiFi de la marque

Aiwa est une entreprise d’électronique japonaise, fondée en 1951. Son succès considérable est apparu dans les années 1970, 1980 et début des années 1990 lors de l’explosion de l’équipement audio-vidéo. La société a notamment produit les premiers enregistreurs de cassettes, les premiers postes stéréo, les premières cassettes audio numériques (Digital Audio Tape, DAT)[réf. souhaitée].
Dans les années 1990, la concurrence sur le matériel Hi-Fi s’est considérablement renforcée et Aiwa produit alors un important volume d’équipements, réduisant alors la recherche et le développement. À la fin des années 1990, Aiwa n’arrive plus à fournir des produits attendus par les consommateurs.
Le 1er octobre 2002, Aiwa est alors rachetée par Sony et complètement intégrée au sein de l'entreprise.

## Logo

(1959-1991)
(1991-2003)
(2003-2008)
(2015-)